# Mjimandra
Mjimandra är en ort i Komorerna.   Den ligger i distriktet Anjouan, i den centrala delen av landet, 130 km öster om huvudstaden Moroni. Mjimandra ligger 145 meter över havet och antalet invånare är 3 114. Den ligger på ön Anjouan.
Terrängen runt Mjimandra är huvudsakligen kuperad, men åt sydost är den bergig. Havet är nära Mjimandra åt nordväst. Runt Mjimandra är det tätbefolkat, med 790 invånare per kvadratkilometer. Närmaste större samhälle är Moutsamoudou, 4,2 km nordost om Mjimandra. I omgivningarna runt Mjimandra växer i huvudsak städsegrön lövskog.